# Distrito de Kiboga
El distrito de Kiboga se sitúa en Uganda, más precisamente en el centro de dicho país. Su nombre se debe a su ciudad capital, la ciudad de Kiboga.
Su superficie es de 4045 km². Posee un total de 231.718 residentes, lo que hace que su densidad sea de 57.3 personas por cada kilómetro cuadrado del distrito.
- Datos: Q892064
- Multimedia: Kiboga District / Q892064